# 蘇弁
苏弁（8世纪—805年），字元容，京兆武功县（今陕西省武功县）人，唐朝官员。
曾叔祖苏良嗣，武则天时的宰相。苏弁年轻时有文才，举进士，授秘书省正字，转奉天主簿。朱泚之乱，唐德宗出奔，奉天县令杜正元在府上议事；闻圣驾至，官吏惶恐，都想要逃到山谷。苏弁劝止：“君上出奔，臣下当伏难死节。昔日肃宗幸灵武，至新平、安定，二太守都逃走了，肃宗命斩首示众，诸君知道吗！”众心方安。皇帝车驾至，迎驾没有阙失。唐德宗嘉赏他，就加试大理司直。平朱泚后，拜监察御史，历任三院，转任仓部郎中，判度支案。
裴延龄去世，德宗听说苏弁之才，开延英殿会议，面赐金紫。授度支郎中，副知度支事，命立在正郎之首。副知度支使的称号，从苏弁开始。苏弁通学术，吏事精明，在裴延龄之后，平赋缓役，用宽简代替烦琐暴虐，被人称道。转任户部侍郎，依前判度支，改为太子詹事。苏弁搜集图书至二万卷，亲手校定，当时认为他的藏书与秘府相等。编有《制集》。苏弁判度支，天大旱，州县有拖欠供米，截止贞元八年以前，一共三百八十万斛，百姓逃走数目还在，苏弁奏请拿出以借贷贫民，至秋后偿还，德宗下诏同意。当时有人讥他欺君。
按旧制，太子詹事班列中次于太常卿、宗正卿。贞元三年，御史中丞窦参按等级定班次，把詹事安排在在河南尹、太原尹之下。苏弁入朝，按照旧班制立朝，班位失序。御史责备他，他说：“我已经告诉宰相，请依旧制。”殿中侍御史邹儒立对着仪仗弹劾他。苏弁在金吾待罪数刻，被特准释放。因为给长武城的军粮朽坏，贬为汀州司户参军。其兄苏衮为赞善大夫，苏冕为京兆士曹参军，因为苏弁，苏衮贬为永州司户参军，苏冕贬为信州司户参军。苏衮年老，眼睛看不清，唐德宗让他还朝。又有人称苏冕有才，德宗后悔不能用，苏衮以年老先还，再追回苏冕。德宗问大臣的兄弟可用之人，左右推荐王绍之兄王纾、韩皋之兄韩群。德宗擢王纾右补阙，韩群考功员外郎，苏冕遂不复用。数年后，苏弁任滁州刺史，转杭州刺史。不久去世。